# Józef Turnau
Józef Turnau Ritter von Dobczyc (ur. 15 grudnia 1828 w Rudzie Różanieckiej, zm. 4 marca 1889 w Wiedniu) – Feldmarschalleutnant cesarskiej i królewskiej Armii.

## Życiorys
Józef Turnau 15 grudnia 1828 w Rudzie Różanieckiej, w rodzinie Jakuba (1810-1863), ziemianina z Dobczyc, wyznania rzymskokatolickiego, i Ludwiki Rozalii Brunickiej. W latach 1841–1847 studiował w Akademii Inżynierii Wojskowej w Wiedniu. 8 października 1847, w stopniu porucznika 2. klasy jako absolwent akademii inżynierii rozpoczął zawodową służbę w cesarskiej i królewskiej Armii. Za fortyfikowanie Pozzoli, Mantui i Peschiery odznaczony w latach 1848-49, pochwały udzielił mu marszałek Joseph Radetzky. W latach 1854–75 fortyfikował twierdze w Galicji, Czechach i  Tyrolu, był również dyrektorem inżynierii w różnych okręgach wojskowych Austrii. Od 1851 do 1857 r. realizował w Krakowie wiele ambitnych projektów m.in. odpowiadał za wznoszenie umocnień Twierdzy Kraków i przy ul. Warszawskiej, projektował też oraz nadzorował realizację obiektów militarnych w Tarnowie i Bochni. W Krakowie awansowany najpierw na kapitana drugiej i pierwszej klasy w 1855.
Od 1857 do 1859 Turnau pracował w Dyrekcji Inżynieryjnej we Lwowie. Od 1859 do 1861 w Komarnie, gdzie uczestniczył w modernizowaniu twierdzy. Później od 1861 do 1867 w Budziejowicach. W Koszycach i Raguzie przygotowywał tamtejsze twierdze do obrony. W tej ostatniej, w roku 1865, otrzymał awans na majora. Po wojnie spędził dwa lata w Dyrekcji Inżynieryjnej w Peterwardein, następnie w Karlsburgu w 1870, już jako podpułkownik otrzymał przydział do Dyrekcji Budowy Umocnień dla Galicji i Węgier.
W latach 1873–81 był członkiem Komitetu Wojskowego w Wiedniu i kierownikiem oddziału ds. budownictwa i sztuki fortyfikacyjnej XI Sekcji Techniczno-Administracyjnej Komitetu Wojskowego. Za wzorowo poprowadzoną budowę obiektów wojskowych w dzielnicy Hernals otrzymał pochwały od cesarza i ministra wojny oraz Order Korony Żelaznej III klasy z równoczesną nobilitacja z tytułem Ritter von Dobczyc.
W 1881 pułkownik Turnau von Dobczyc awansowany został na generała majora, obejmując stanowisko Szefa Inżynieryjnego Dowództwa Generalnego w Wiedniu.
W 1886 roku awansował na Feldmarschalleutnanta (gen. dywizji) i mianowany szefem inżynierii wojskowej. Z dniem 1 maja 1888 został przeniesiony w stan spoczynku. Zmarł 4 marca 1889 w Wiedniu. Pochowany w Dobczycach.

## Życie prywatne
Ożeniony z Węgierką Klotyldą Fejervary de Komlos Keresztes.
Potomstwo: syn Auguste Gera Joseph Anton Turnau von Dobczyc ur. 23 stycznia 1865 na Raguzie, Sycylia, zm. 19 sierpnia 1924 w Urzejowicach.
Wnukowie Klotylda i Gotfryd Turnau, ostatni dziedzic Zaleszczyk, zmarły w Anglii w 1978 roku.